# Casa Padellàs

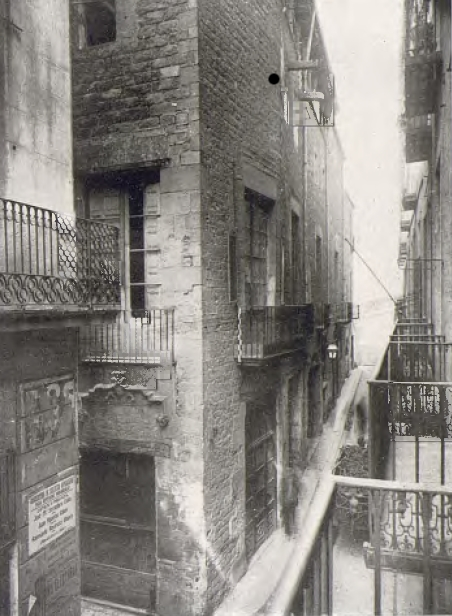
L'edificio nella sua collocazione originaria

La Casa Padellàs è un palazzo gotico, inizialmente situata al numero 25 di Carrer Mercaders, a Barcellona. A causa della costruzione della via Laietana all'inizio del XX secolo, l'edificio fu smontato nel 1931 per evitarne la distruzione e trasferito nella Plaça del Rei, nel Quartiere Gotico di Barcellona. Dal 1943 è sede del Museo di storia di Barcellona  ed è catalogato dal 1962 come Bien de Interés Cultural.

## Architettura
La sua forma si rifà all'organizzazione più comune dei palazzi gotici catalani. La facciata è semplice, senza enfasi speciale sulla decorazione mentre le finestre mostrano alcuni motivi decorativi rinascimentali, con le finestre superiori aperte solo alla fine del XVIII secolo. Al contrario l'esterno dell'edificio presenta la sola apertura del portale d'ingresso che permette l'accesso alla corte centrale dell'edificio. All'interno di questo spazio si trova l'ingresso del Museo storico di Barcellona, un pozzo e la scala principale che circonda il patio per accedere al piano nobile. La corte è circondata da un portico di archi gotici, con un'altra galleria al di sopra a sostegno del tetto.
All'interno dell'edificio, le sale sono state adattate alla loro funzione attuale di spazio espositivo e la loro decorazione originale non è stata preservata durante lo spostamento dell'edificio.

## Storia
Dai registri fiscali del focatico medievale, si può dedurre che Casa Padellàs fu costruita tra il 1497 e il 1515 all'incrocio tra Carrer Mercaders e Carrer Tarascó. Il progetto fu probabilmente realizzato da Joan d'Hostalric-Sabastida i Llull, consigliere reale e governatore delle contee di Rosselló e Cerdanya, che fu innalzato al rango nobiliare nel 1513.
Nel 1584 la casa divenne proprietà della famiglia Casamitjana e uno dei suoi abitanti fu il capo consigliere di Barcellona, Rafael Casamitjana d'Erill (1651).
Nel XVIII secolo la casa divenne proprietà della famiglia Padellàs, da cui ricevette il nome che porta ancora oggi. Francesc de Padellàs difese Barcellona durante la Guerra di successione spagnola, ma quando la sconfitta della città fu imminente, cambiò parte e sostenne la causa borbonica. Nel 1759 il figlio, Bernardí de Padellàs, fu fatto nobile da Carlo III. 
Nei primi decenni del XX secolo la proprietà della casa passò di mano diverse volte fino al 1928, quando fu acquistata dalla città di Barcellona. Dopo il trasferimento del 1931 e la fine della guerra civile spagnola nel 1939, si decise di convertirla nel Museo di storia di Barcellona.